# Ramorinoa
Ramorinoa es un género monotípico de plantas con flores perteneciente a la familia Fabaceae. Su única especie, Ramorinoa girolae Speg., es originaria de Argentina.

## Descripción
Es un arbusto perennifolio denso con un estrato superior cerrado y leñoso que alcanza hasta 5 metros de altura, llamado vulgarmente como chica.